# Estación de Universidad (Metro de Málaga)
Universidad es una estación en superficie de la línea 1 del Metro de Málaga. Se sitúa en el Bulevar Louis Pasteur entre el Jardín Botánico, la Facultad de Medicina y la Biblioteca General de la Universidad de Málaga, dentro del Campus Universitario de Teatinos perteneciente al distrito Teatinos-Universidad de la ciudad de Málaga, España. 